# Sabine Gruber
Sabine Gruber (Merano, 6 agosto 1963) è una scrittrice italiana di lingua tedesca.

## Biografia
Nata a Merano nel 1963, ha studiato a Innsbruck e a Vienna germanistica, letteratura e Scienze politiche.
Dal 1988 al 1992 è stata lettrice all'Università Ca' Foscari Venezia.
Dal 2000 è docente di lettere, vive a Vienna.
Insieme con Renate Mumelter ha raccolto l'eredità letteraria della scrittrice meranese Anita Pichler, curandone anche la raccolta critica 'Es wird nie mehr Vogelbeersommer sein... In memoriam Anita Pichler (1948–1997).

## Premi e Borse
- 1994 Premio Letterario di Klagenfurt
- 1998 Premio Nazionale Reinhard Priessnitz
- 2000 Premio Nazionale austriaco per l'incremento della letteratura
- 2001 Premio Letterario di Innsbruck
- 2004-2005 Borsa di studio Elias Canetti della città di Vienna
- 2019 Premio letterario della città di Vienna[1]

## Libri di Sabine Gruber
- Aushäusige. Romanzo. Klagenfurt: Wieser 1996.
  - versione tascabile: Aushäusige. Romanzo. Monaco: dtv 1999.
- Fang oder Schweigen. Gedichte. Klagenfurt: Wieser 2002.
- Die Zumutung. Romanzo. Monaco: C.H. Beck 2003.
  - versione tascabile: Die Zumutung. Romanzo. Monaco: dtv 2007.
- Über Nacht. Romanzo. Monaco: C.H. Beck 2007.
  - traduzione italiana: Vita in anagramma. Romanzo. Roma: Gaffi 2010.
- Stillbach oder Die Sehnsucht. Romanzo Monaco: C.H. Beck 2011.[2]